# Амори V де Монфор
Амори V де Монфор (фр. Amaury de Montfort; умер, по одной из весий, в 1191 году) — граф Эврё, сын Симона III де Монфора и Матильды.

## Биография
В 1170 году, ещё при жизни отца, Амори женился на Мабели Глостерской — одной из дочерей Уильяма Фиц-Роберта, графа Глостера из побочной ветви Нормандской династии. В этом браке родился сын, тоже Амори, ставший позже графом не только Эврё, но и Глостера.
После смерти Симона III в 1181 году Амори как старший сын получил все родовые владения в Нормандии, по которым Монфоры были вассалами Плантагенетов, включая графство Эврё; владения в Иль-де-Франсе достались его брату Симону.
Дата смерти Амори V неизвестна. Хронист Роджер Ховеденский упоминает некоего Амори де Монфора среди тех крестоносцев, которые скрепили своей подписью договор между Ричардом Львиное Сердце и Танкредом ди Лечче на Сицилии в 1190 году. О каком именно Амори, отце или сыне, здесь идёт речь, неизвестно. По мнению Д. Кокейна, Амори-старший умер в 1191 году.